# Comtat de Soyhières
El comtat de Soyhières fou una jurisdicció feudal de Suïssa sorgida probablement al segle xi. Van agafar el nom del castell fundat al segle XI a un penya-segat que dominava el riu Birse.
Els Soyhières que governaven el Sonergau, posseïen territoris a la vall del Birse, al Schwarzbubenland, a l'Aargau i al Seeland bernès on havien fundat en territoris propis els convents de Lucelle (Kleinlützel), Beinwil i Frienisberg, gaudint a més a més del prebostat secular sobre les terres donades, excepte els béns donats al convent de Beinwil (a la vall del Lucelle, entre Erschwil i el coll de Passwang, comarca coneguda com a «domini abacial») estaven exonerats de tributs i l'abat de Beinwil exercia sobirania plena sobre el territori. També eren dels Soyhières els castells de Pfeffingen, Dorneck i Bello (del que va sorgir el de Neu-Thierstein). Els primers comtes s'esmenten al segle XII i el seu castell no s'esmenta per escrit fins al 1271 tot i que s'ha comprovat que era uns dos-cents cinquanta anys anterior.
La família Soyhières es va extingir al final del segle XII. i els comtes de Thierstein van recollir la major part de l'herència. Curiosament la petita part dels territoris dels Soyhières que no van heretar incloïa el castell de Soyhières i la batllia del riu Sorne (Sonergau), que per causes desconegudes van passar als comtes de Ferrette. El comte de Thierstein fill de la comtessa de Soyhières va construir un nou castell (Neu-Thierstein) prop de Büsserach, sobre terres que havien estat francs alous dels Soyhières al mig de terres adquirides. Els Thierstein també van heretar els prebostats seculars de Beinwil, Frienisberg i Lucelle. Pfeffingen, que posseïen en feu del bisbe de Basilea, fou infeudat altre cop per aquest bisbe als Thierstein.